# THE BINARY
THE BINARY（ザ・バイナリー）は、midoとあかまるの2人からなる日本の音楽ユニット。
2019年にボカロPのユリイ・カノンが作詞作曲を手掛けた『EgoもIdも単純に』でデビューして以降、リアルとヴァーチャルの区別なく「第三のスキン」と呼ばれる独自の3Dアバターを持ち、活動を行っている。

## 概要
リアルとヴァーチャルの両方の世界で活動する「2.5Dアーティスト」として2019年にユリイ・カノン作詞作曲の『EgoもIdも単純に』でデビュー。
バンド名「THE BINARY」の由来は、デジタルの世界をメインに活躍するアーティストということで、コンピュータの素である0と1がモチーフになっている他、元々「binary」の語源が「2つから成る」といったダブル・ミーニングとなっている。
2019年2月28日に初シングル、『EgoもIdも単純に』のCDを全国のヴィレッジヴァンガードで発売した。後のSECRET LIVE「Synthetic Reality 0th」で追加販売がされたのち現在ではレア物となっている。
2019年9月16日にSECRET LIVE「Synthetic Reality 0th」を開催。会場は代官山LOOPで、「初音ミク マジカルミライ」のような立体スクリーンに立体のアバターを投影する形式と、実際にmidoとあかまるが登場し演奏する形式を繰り返しながらライブは進行した。グッズはゲストが好きな値段で決めれるなど挑戦的な試みもあった。
2019年12月4日にファースト・ミニアルバム『melon』をリリース。
2019年12月21日、初のVRライヴ「Synthetic Reality 0th VR -by THE BINARY-」開催。
2020年5月9日、初のデュエット曲『花に雨を、君に歌を』をYouTube上で公開。
2020年6月15日にファースト・フルアルバム『Jiu』をリリース。当初はタワーレコードを初めCDショップの店頭に並ぶ予定であったが、新型コロナウイルスの流行状況をふまえて、pixivが運営するインターネットショッピングサイト「BOOTH」にての販売となった。
ファンクラブは「School of fish」という名称であり、ファンは電子の海を泳ぐ魚に因んで「スイミー」と呼ばれている。

## メンバー
mido（みど）
ヴォーカル。オフィシャルサイトの説明では「緑のほう」。普段はあかまると共に主にヴォーカルを担当しているが、2020年発表の『呼吸する春たち』では初の作詞作曲に挑戦した。
相方であるあかまるのことは「マイペースで純粋。いい意味で少し子供っぽい」と語っている。
あかまる
ヴォーカル。オフィシャルサイトの説明では「赤いほう」。普段はmidoと共に主にヴォーカルを担当。midoと同じく2020年発表の『身勝手な夜空たち』では初の作詞作曲に挑戦した。
相方であるmidoのことは「私よりとってもしっかり者で、いつもTHE BINARYを引っ張ってくれます」と語っている。

## ディスコグラフィー

### 配信限定シングル
| 発売日         | タイトル           | レーベル         |
| -------------- | ------------------ | ---------------- |
| 2020年6月30日  | 花に雨を、君に歌を | (自主レーベル)   |
| 2020年8月18日  | 身勝手な夜空たち   | (自主レーベル)   |
| 2020年8月18日  | 呼吸する春たち     | (自主レーベル)   |
| 2020年9月25日  | 自由ぶった僕たち   | (自主レーベル)   |
| 2020年11月23日 | 君がいて、僕が在る | (自主レーベル)   |
| 2021年7月4日   | 神様ハラスメント   | (自主レーベル)   |
| 2021年11月18日 | ただしい感情       | Apolemia         |
| 2024年1月15日  | 消えない           | ポニーキャニオン |
| 2025年07月09日 | 2035               |                  |

### ミニアルバム
| #   | 発売日        | タイトル | 規格 | 規格品番                                | 最高位 |
| --- | ------------- | -------- | ---- | --------------------------------------- | ------ |
| 1st | 2019年12月4日 | melon    | CD   | BNRY-02（通常盤） BNRY-03（初回限定盤） |        |

### フルアルバム
| #   | 発売日        | タイトル | 規格 | 規格品番                        | 最高位 |
| --- | ------------- | -------- | ---- | ------------------------------- | ------ |
| 1st | 2020年6月15日 | Jiu      | CD   | BNRY-04(Green版) BNRY-05(Red版) |        |

### 参加作品
| 発売日         | 商品名       | 歌                                         | 楽曲             | 備考                                 |
| -------------- | ------------ | ------------------------------------------ | ---------------- | ------------------------------------ |
| 2021年11月18日 | ただしい感情 | 井伊嶋美沙（mido）、府良わらび（あかまる） | 「ただしい感情」 | CM『ステージ・バイ・ステージ』挿入歌 |

### ミュージック・ビデオ
緑文字はmido、赤文字はあかまる歌唱、太字は両者のデュエットとした。
| アニメーション                                                 | 曲名                       |
| -------------------------------------------------------------- | -------------------------- |
| おーくボ                                                       | 『EgoもIdも単純に』        |
| おーくボ                                                       | 『LAZULI*』                |
| こむぎこ2000                                                   | 『Unhappyを愛さないで』    |
| つづつ                                                         | 『ズルくてすごい』         |
| しまぐち                                                       | 『ベクターフィッシュ』     |
| TOKI (CYNQ Inc.)                                               | 『その切っ先が愛であれば』 |
| 村人K-A (CYNQ Inc.)                                            | 『命が泣いていたんだ』     |
| ◯gaki                                                          | 『夜食』                   |
| G子                                                            | 『花に雨を、君に歌を』     |
| 大鳥                                                           | 『おしまいの未来より』     |
| 村人K-A（CYNQ Inc.）、うろこ（CYNQ Inc.）、みそそ（CYNQ Inc.） | 『fotia』                  |
| 廣澤優也（監督）                                               | 『呼吸する春たち』         |
| 廣澤優也（監督）                                               | 『身勝手な夜空たち』       |
| 廣澤優也（監督）                                               | 『自由ぶった僕たち』       |
| 東放学園映画専門学校 アニメーション映像科                      | 『ヨヰシグレ』             |

## 出演

### CM
- ステージ・バイ・ステージ（2021年） - 井伊嶋美沙 役（mido）、府良わらび 役（あかまる）[6]